# El Niño Jesús con san Juan Bautista (Cranach el Viejo)
El Niño Jesús con san Juan Bautista es un cuadro del pintor, diseñador de grabados en xilografía e impresor alemán Lucas Cranach el Viejo, de entre c. 1540 y 1553. Es un óleo sobre tabla de 34 x 57 cm. Esta pintura perteneció al Museo Wallraf-Richartz de Colonia, Alemania, pero durante la Segunda Guerra Mundial, el ejército nazi la trasladó a la Embajada de Alemania en Londres. En 1996 fue adquirida por el Museo Soumaya en la Ciudad de México.

## Obra
En la pintura se observa sobre un fondo oscuro liso a Jesús Niño de pie sosteniendo con su brazo y recargando en su cuerpo la cruz Tau, una alegoría del axis mundi; a sus pies hay un cráneo, una sierpe y un león con cuernos por lo que se puede interpretar a Jesús como la figura que vincula el Cielo, la tierra y el infierno, pero también a este como el Redentor que sale triunfal de la muerte. A su izquierda se encuentra san Juan Bautista también infante hincado y cubierto con la piel de camello y frente a él el cordero. Mira directamente a Jesús y lo señala, lo cual representa al Al Cordero de Dios que quita el pecado del mundo, como lo llama al momento del bautismo.
Una característica que llama la atención de las figuras es el alargamiento, pues corresponden a la última etapa artística de Cranach, ya correspondiente al tránsito a una forma de manierismo aún temprana en el arte alemán.

## La defensa del Luteranismo
Lucas Cranach fue un defensor de las tesis de Lutero, lo cual se reflejó en muchas de sus obras de carácter religioso, pues creía que las imágenes debían contener un mensaje religioso sencillo de comprender, pues se apoyaba en lo simbólico. A causa de estas ideas y de la derrota de Juan Federico I de Sajonia, fue exiliado a Weimar, sitio donde murió.